# Apaloderma
Apaloderma é um gênero de aves da família Trogonidae.
As seguintes espécies são reconhecidas:
- Apaloderma narina (Stephens, 1815)
- Apaloderma aequatoriale Sharpe, 1901
- Apaloderma vittatum Shelley, 1882